# Neoploca arctipennis
Neoploca arctipennis är en fjärilsart som beskrevs av Butler 1878. Neoploca arctipennis ingår i släktet Neoploca och familjen sikelvingar. Inga underarter finns listade i Catalogue of Life.